# Èfors
Els èfors eren els magistrats de l'antiga Grècia propis de les ciutats dòriques, entre les quals Tera, Cirene, Esparta.
Heròdot diu que a Esparta fou instituït per Licurg però probablement ja existien i sota Licurg van rebre nous poders. Una tradició atribueix la institució a Teopomp (vers 770-720 aC) que l'hauria creat per limitar l'autoritat dels reis. Una altra tradició diu que inicialment eren funcionaris judicials nomenats pels reis durant la seva absència a les guerres messèniques i que progressivament van assolir més poder. Els primers èfors foren elegits entre la classe alta.
En temps històrics els èfors eren cinc i sembla que el nombre mai va canviar i estaria relacionada amb les cinc divisions: Esparta, Limnes, Mesoa, Pitana i Cinosura. Eren d'elecció popular i sortien també del poble sense límit d'edat o propietat. Iniciaven l'ofici al solstici de tardor i el principal dels èfors donava nom a l'any. Entre les seves funcions estava l'autoritat judicial per casos civils; a Cirene tenien a més a més funcions de censors.
Els èfors tenien un control sobre les lleis, les quals promulgaven i en certa forma interpretaven. Més tard van rebre el privilegi de convocar escrutinis sobre tots els magistrats; els magistrats podien ser escrutats abans d'acabar el seu període i els èfors els podien deposar. Fins i tot els reis podien passar davant els èfors per ser escrutats, però no estaven obligats a comparèixer; en alguns casos els èfors podien llençar l'acusació contra el rei o magistrats i portar-los davant la gran cort de justícia. Quan ells mateixos eren jutges només podien imposar multes i forçar el seu pagament.
Disposaven d'altres poders que els feien els virtuals caps de l'estat; feien tractats, rebien ambaixadors, decidien sobre el govern de les ciutats dependents, subscrivien acords de pau i en temps de guerra enviaven tropes, tot com a representants de l'estat i agents de l'assemblea del poble, i de fet com poder executiu. Després d'una declaració de guerra eren els èfors els que assignaven un exèrcit a un rei o un general al qual donaven instruccions i als que podien cridar (el primer deure al retornar era visitar als èfors).
Progressivament els èfors van ocupar l'autoritat reial, ja que els reis estaven sota el seu control; Agesilau I fou multat pels èfors, i a altres reis se'ls va limitar la seva decisió sobre afers domèstic com matrimonis. En la guerra els reis anaven escortats per dos èfors membres del consell de guerra mentre els tres que romanien a Esparta eren els encarregats del botí que s'ingressava al tresor, custodiat pels cinc èfors. Sobre la base religiosa (una espècie d'auspicis amb observació dels núvols i el cel) podien destituir temporalment a un rei si els presagis eren desfavorables, fins que un altre oracle establia la seva reposició.
Per mor de la seva autoritat els reis els van haver de complaure, i progressivament el govern aristocràtic va esdevenir democràtic - oligàrquic i va acabar amb la dissolució de l'estat. L'èfor Epitadeu fou el primer que va establir el dret d'herència de les propietats en contra de la llei de Licurg. Progressivament els èfors sostenien principis oligàrquics i privilegis d'una part del poble i es van oposar a l'extensió de privilegis a la població en general.
Els intents d'Agis IV i Cleòmenes III per restablir l'antiga constitució van passar per l'enderrocament de la institució dels èfors; aquestos foren assassinats per Cleòmenes III i el càrrec abolit (225 aC), però després foren restaurats pels romans.